# Раде Ђокић
Раде Ђокић (Зворник, 23. јун 1983) српски и босанскохерцеговачки је фудбалер.

## Каријера

### Клуб
Рођен је 23. јуна 1983. године у Зворнику. Фудбалску каријеру је започео у клубу Дрина Зворник. Игра на позицији нападача. Наступао је за Кабел Нови Сад, а дебитовао је за први тим у сезони 1999/00. Друге лиге СР Југославије када је имао само 16 година. Потом је прешао 2003. у Срем из Сремске Митровице. Годину дана касније играо је за фудбалски клуб Звездару.
Од 2005. године одлучио је да се отисне у иностранство, прешао је у редове Капфенберга у Аустрији, где је у другој сезони постигао 14 голова у другој дивизији такмичења. Наредних година, фудбалску каријеру је наставио играјући за аустријске клубове. У лето 2006. прелази у Грацер АК, где му је саиграч био босанскохерцеговачки фудбалер Самир Муратовић. Такође, наступао је за  Рид, Феклебрик, Аустрију Беч II и Форст Беч. На лето 2012. године напустио је Аустрију и придружио се казахстанском премијерлигашу Сункару.
Од 2013. године играо је за аустријске клубове Винер СК, Винер Викторија, Форвертс Штајр и Винер Викторија.